# Gytis Vilius
Gytis Vilius (Kaunas, Lituania, 4 de marzo de 1988) es un árbitro de baloncesto lituano de la Lietuvos krepšinio lyga (LKL) y oficial de competiciones europeas de Euroliga y EuroCup. Debutó en la LKL con 22 años (2010).

## Trayectoria
- Liga nacional: LKL (desde 2010).
- Euroliga: en activo desde 2018–presente.[2] Integró el equipo arbitral de la Final Four 2021 (Colonia) y 2023 (Kaunas); en ambas fue designado para la final.[3][4]
- EuroCup: designaciones regulares 2018–presente.

## Partidos destacados
- Final de la Euroliga 2021: FC Barcelona – Anadolu Efes.[3]
- Final de la Euroliga 2023: Olympiacos – Real Madrid.[4]

## Palmarés y reconocimientos
- Árbitro del año (LKL / Lituania): 2019,[5] 2020,[6] 2021,[7] 2022,[8] 2023,[9][10] 2024,[11] 2025.[12][13]
- Final Four de Euroliga: árbitro designado en 2021 y 2023 (incluye la final en ambas ediciones).[3][4][14][15]